# Ewa Frölingová
Ewa Marie Frölingová (* 9. srpna 1952 Stockholm) je švédská herečka a režisérka. V roce 1974 absolvovala vysokou divadelní školu v Malmö. Byla v angažmá v Královském dramatickém divadle a ve Stockholmském městském divadle. Hrála titulní roli ve filmu Sally a svoboda (1981), za kterou získala cenu pro nejlepší herečku na Montrealském filmovém festivalu. Ingmar Bergman ji obsadil do role matky hlavních hrdinů ve filmu Fanny a Alexandr (1982). Významné příležitosti dostala také ve filmech Býk, Sebastian, Klepy a Muži, kteří nenávidí ženy. Namluvila postavu Maji v kresleném filmu Kocourek Petřík a účinkovala v německém televizním seriálu Místo činu. V roce 1993 zasedala v porotě Evropských filmových cen. S bývalým manželem, hercem Örjanem Rambergem, má dceru Tilde Frölingovou, která je také herečka.